# Saint-Mard-de-Réno
Saint-Mard-de-Réno – miejscowość i gmina we Francji, w regionie Normandia, w departamencie Orne.
Według danych na rok 1990 gminę zamieszkiwało 431 osób, a gęstość zaludnienia wynosiła 23 osoby/km² (wśród 1815 gmin Dolnej Normandii Saint-Mard-de-Réno plasuje się na 486. miejscu pod względem liczby ludności, natomiast pod względem powierzchni na miejscu 139.).